# Robert Spaemann

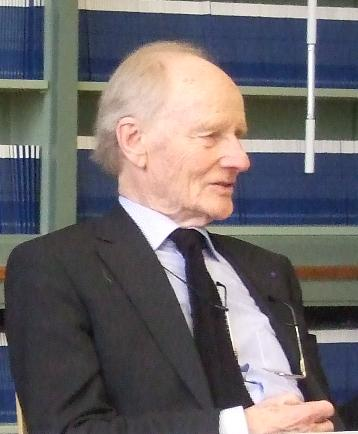
Robert Spaemann (2010)

Robert Spaemann (Berlino, 5 maggio 1927 – Stoccarda, 10 dicembre 2018) è stato un filosofo e teologo tedesco, professore emerito di filosofia presso la Ludwig-Maximilians-Universität di Monaco di Baviera.

## Biografia
Dopo gli studi in filosofia, storia e teologia presso le università di Münster, Monaco di Baviera e Friburgo, ha conseguito l'abilitazione all'insegnamento di filosofia e pedagogia. Ha in seguito insegnato presso le università di Stoccarda, di Heidelberg e di Monaco di Baviera presso la quale è stato nominato professore emerito nel 1992. È stato professore invitato presso le università di Rio de Janeiro, Salisburgo (professore onorario) e la Sorbona di Parigi. È stato membro dell'Accademia cinese delle scienze sociali e insignito di un dottorato onorario dalla Università cattolica di Lublino nel 2012.
Consigliere personale di Giovanni Paolo II, fu anche amico stimato di Joseph Ratzinger. La sua opera fu tenuta in alta considerazione da quest'ultimo pontefice.

## Opere tradotte in lingua italiana
- Concetti morali fondamentali, Piemme, Casale Monferrato, 1993.
- Felicità e benevolenza , Vita e Pensiero, 1998.
- L'origine della sociologia dallo spirito della Restaurazione, cur. C. Galli e L. Allodi, Laterza, 2002.
- Natura e ragione. Saggi di antropologia, Edusc, 2006.
- Persone. Sulla differenza tra «qualcosa» e «qualcuno», cur. L. Allodi, Laterza, 2007.
- La diceria immortale. La questione di Dio o l'inganno della modernità, Cantagalli, 2008.
- Tutta colpa loro? Un filosofo, un teologo e uno psicanalista a confronto sul peccato originale, ESD Edizioni, 2008.
- Rousseau. Cittadino senza patria. Dalla «polis» alla natura, Ares, 2009.
- Tre lezioni sulla dignità della vita umana, Lindau, 2011.
- Cos'è il naturale? Natura, persona, agire morale, cur. U. Perone, Rosenberg & Sellier, 2012.
- Testimone della Verità, Marcianum Press, Venezia, 2012.
- Essere persone, cur. G. Brotti, La Scuola, 2013.
- con Löw Reinhard, Fini naturali. Storia & riscoperta del pensiero teleologico , Ares, 2013.
- Dio e il mondo. Un'autobiografia in forma di dialogo, Cantagalli, 2014.